# 山路進一
山路 進一（やまじ しんいち、1932年   - 2000年 ）は、日本の作曲家、編曲家。東京都出身。

## 経歴
古関裕而に師事し、主に編曲家として活動。
1961年、作曲を手掛けた北原謙二の『忘れないさ』のヒットと同時に日本コロムビア専属の作曲家として活動。

## 楽曲提供作品
- 青山和子
  - 『花は嘆いてる』（1964年、編曲）
  - 『さくら咲く日に』（1965年、編曲）

- 金田たつえ
  - 『花街の母』（1973年、編曲）
  - 『花街ぐらし』（1974年、作曲・編曲）
  - 『度胸千両』（1974年、編曲）

- 神戸一郎
  - 『遠いちぎれ雲』（1962年、編曲）

- 北原謙二
  - 『忘れないさ』（1961年、作曲）
  - 『あゝ来年も来ておくれ』（1962年、作曲・編曲）
  - 『若いふたり』『遠い旅』（1962年、編曲）
  - 『ごめんよ』（1963年、作曲・編曲）
  - 『泣かないさ』（1963年、作曲）
  - 『あの娘は春のこがらし』『星をさがそう』（1963年、編曲）
  - 『緑の街に青い海』（1965年、作曲・編曲）
  - 『ふるさとのはなしをしよう』（1965年、編曲）
  - 『男星』（1967年、作曲・編曲）
  - 『銀座パンチ』（1967年、作曲）

- こまどり姉妹
  - 『いろは巡礼』（1960年、編曲）
  - 『ソーラン渡り鳥』『見ないで頂戴お月さま』『祇󠄀園姉妹』（1961年、編曲）
  - 『夕焼けチャンコ舟』『娘追分流し』『おけさ渡り鳥』『呑んべ安さん』（1962年、編曲）
  - 『よさこい三味線』（1963年、編曲）

- 五月みどり
  - 『いいじゃないの』（1961年、編曲）
  - 『忙しくても来てね』『一週間に十日来い』（1962年、編曲）
  - 『わたし一人に彼氏が五人』（1963年、作曲・編曲）

- 畠山みどり
  - 『女侠一代』（1963年、編曲）

- 舟木一夫
  - 『まだみぬ君を恋うる歌』（1964年、作曲・編曲）
  - 『叱られたんだね』（1964年、作曲）
  - 『北国の街』『東京は恋する』『たそがれの人』『浜の若い衆』（1965年、作曲・編曲）
  - 『竹千代音頭』（1965年、編曲）
  - 『山のかなたに』『今日かぎりのワルツ』（1966年、作曲・編曲）
  - 『一心太助 江戸っ子祭り』（1967年、作曲・編曲）

- 本間千代子
  - 『愛しあうには早すぎて』『星のように花のように』（1964年、作曲・編曲）
  - 『月の浜辺で逢ったひと』『山ゆり峠』（1966年、作曲・編曲）

- 増位山太志郎
  - 『いろは恋唄』（1972年、作曲・編曲）
  - 『そんな夕子にほれました』（1974年、作曲）
  - 『雪子』（1975年、作曲）

- 都はるみ、藤巻潤
  - 『旅の夜風』（1974年、編曲）

- 守屋浩
  - 『東京へ戻っておいでよ』（1960年、編曲）
  - 『明日は東京の空の下』（1961年、編曲）
  - 『オイ帰ってきたぜ』（1962年、編曲）